# Prințesa Irene a Țărilor de Jos
Prințesa Irene Emma Elisabeta a Țărilor de Jos (n. 5 august 1939, Baarn, Utrecht, Țările de Jos) este cel de-al doilea copil al fostei regine Juliana a Olandei și al Prințului Bernhard de Lippe Briesterfeld. Este sora mai mică a fostei regine, Beatrix a Olandei. Prințesa Irene a fost exclusă din casa regală pentru că s-a căsătorit fără permisiunea oficială a Parlamentului cu Ducele de Parma, Carlos Hugo de Borbón Parma; astfel, ea și-a pierdut poziția în linia de succesiune.
Prințesa Irene este, în mod tradițional, al 11-lea, în rândul succesiunii la tronul olandez, imediat după fiica prințului Friso, contesa Zaria. Și, de asemenea, este cunoscută sub numele de Ducesa Mamă, devenind părinte a prințului Carlos, care este actualul șef al Casei de Bourbon-Parma.